# Матич, Матей
Ма́тей Ма́тич (хорв. Matej Matić; род. 5 июня 2004, Загреб) — хорватский футболист, защитник житомирского «Полесья».

## Клубная карьера
Родился в Загребе. Воспитанник «Горицы», откуда в конце января 2018 года попал в структуру «Локомотивы». Выступал за юношеские (U-17) и (U-19) команды клуба. За команду U-19 сыграл 31 матч и отличился 2 голами. В футболке столичного клуба дебютировал 28 января 2023 года в проигранном (1:2) выездном поединке 19-го тура чемпионата Хорватии против загребского «Динамо». Матей вышел на поле на 46-й минуте вместо Хайдина Салиху. В сезоне 2022/23 годов этот матч стал единственным для Матича в первой команде. В следующем сезоне сыграл 4 матча в чемпионате Хорватии и 1 поединок в кубке Хорватии. В начале июля 2024 года свободным агентом покинул команду.
1 июля 2024 года заключил 4-летний контракт с житомирским «Полесьем».

## Карьера в сборной
В футболке юношеской сборной Хорватии (U-18) дебютировал 10 октября 2021 года в проигранном (1:2) товарищеском матче против сверстников из Бельгии. Матей вышел на поле в стартовом составе и отыграл весь матч. С 2021 по 2022 год провёл 4 товарищеских поединка за команду U-18. В 2023 году сыграл 1 матч за юношескую сборную Хорватии (U-19).